# Simpsonowie
Simpsonowie (ang. The Simpsons) – amerykański animowany serial komediowy dla starszej widowni, wymyślony przez Matta Groeninga (twórcę Futuramy) i emitowany w stacji FOX. Jest satyrycznym spojrzeniem na amerykański styl życia oraz kulturę, a akcja toczy się głównie wokół mieszkającej w Springfield rodziny Simpsonów: Homera, Marge, Barta, Lisy i Maggie. Serial jest produkowany bez przerwy od roku 1989.
W Polsce serial emitują bądź emitowały m.in.: TVP3 Katowice, TVP1, Canal+, Fox Kids, TV Puls, FOX i Fox Comedy.

## Historia
W latach 1987 i 1988 w programie Tracey Ullman Show emitowane były krótkometrażowe (2-minutowe) odcinki. Simpsonowie byli jednak rysowani inaczej niż w serialu. Wyemitowano 48 odcinków w trzech sezonach.
W roku 1989 wyprodukowano 13 pierwszych odcinków serialu, których premiera w FOX była zaplanowana na jesień. Premierę tę przesunięto na 17 grudnia, więc twórcy jako pierwsi postanowili wyemitować odcinek ósmy – Simpsons Roasting on an Open Fire; odcinek pierwszy – Some Enchanted Evening wyemitowano jako trzynasty (ostatni).
W roku 1990 wyprodukowano sezon 2 serialu. W każdym kolejnym roku produkowano nowe sezony, jednak wraz z drugim zaczęto produkować po ponad 20 odcinków (w tym jeden z serii Straszny domek na drzewie), a premierę oczekiwano już na jesień – data zakończenia się nie zmieniła, była to dalej wiosna lub lato kolejnego roku.
W roku 1990 TVP3 Katowice jako pierwsza polska stacja rozpoczęła emisję Simpsonów. Odcinki były jednak retransmitowane (wraz z reklamami) z brytyjskiej stacji Sky One; po emisji pierwszego sezonu nadawanie zakończono, gdy okazało się nielegalne.
W latach 1994–1995, już legalnie i z polskim lektorem (Januszem Szydłowskim) sezony 1, 2 i 3 wyemitował TVP1 – jako jedyna stacja emitowała serial według kolejności produkcji.
Następnie w wersji okrojonej, z lektorem (Tomaszem Knapikiem), w latach 1999–2002 Fox Kids wyemitował wybrane odcinki z sezonów 1-10.
W lecie 2007, po sezonie 18 i równych 400 odcinkach, wyprodukowano pełnometrażowy film animowany Simpsonowie – Wersja Kinowa, który trafił do kin również w Polsce, w wersji z dubbingiem i napisami.
Kilka miesięcy wcześniej Canal+ wyemitował – według kolejności emisji w USA – pierwsze trzy sezony wykupione od TVP1, potem sezony 17 i 18 (w ramach powtórki przed filmem), a następnie zaczął ponownie od pierwszego odcinka (od sezonu czwartego wzwyż w wyprodukowanej przez siebie wersji lektorskiej również z Januszem Szydłowskim).
1 września 2008 roku, w wersji z dubbingiem, od odcinka 2 kreskówkę rozpoczęła emitować TV Puls. Emisja zakończyła się 14 listopada z powodu wycofania się jednego z udziałowców stacji Ruperta Murdocha, właściciela amerykańskiej telewizji FOX, dla którego produkowani byli „Simpsonowie”.
Od 1 lipca 2010 roku do 16 listopada 2011 Imperial CinePix wydał na DVD sezony 1-10 z lektorem (Danielem Załuskim).
Od 6 listopada 2010 roku, sezony 6-20 w wersji HD i SD transmitowała stacja Fox Polska, najpierw w wersji z napisami, a od sezonu 16 z lektorem (Jarosławem Łukomskim, od sezonu 26 zastąpionym Pawłem Bukrewiczem, z czego sezon 27 był tymczasowo emitowany w wersji z Ireneuszem Machnickim).
4 października 2013 stacja Fox przedłużyła serial o 26. sezon.
6 lutego 2020 roku na stacji TNT premierę miała wersja lektorska filmu z lektorem (Janem Czernielewskim).
14 Kwietnia 2022 Simpsonowie zaczęli pojawiać się na Disney+, począwszy od sezonu 1, z dubbingiem znanym z TV Puls, z niewyemitowanymi wcześniej odcinkami 1 oraz 53-55. Odcinek 12 nie ma polskiej ścieżki, do odcinków 29 i 38 zlecono nowego lektora (Pawła Bukrewicza), a od odcinka 56 jest lektor (Janusz Szydłowski z TVP i Canal+, a od sezonu 16 Jarosław Bukowski oraz Paweł Bukrewicz z FX).
w Lutym 2026 roku zostanie wyemitowany 800 odcinek

## Postacie
Przez kilkaset odcinków przewinęła się mnoga liczba postaci, lecz część pojawia się na ekranie częściej – są to członkowie rodziny Simpsonów lub inne często widywane przez głównych bohaterów osoby.

### Pozostali mieszkańcy Springfield
Najbliższymi sąsiadami Simpsonów są Flandersowie.
Homer pracuje ze swymi kolegami w elektrowni jądrowej.
Bart i Lisa uczęszczają do miejscowej podstawówki.
Homer wraz z przyjaciółmi lubi porozmawiać przy napojach z procentami w Tawernie Moe.
Co niedziela Simpsonowie udają się na mszę.
Nad Springfield roztacza się władza Burmistrza Quimby’ego oraz utrzymywanych władz porządkowych i sądowniczych.
W mieście grasuje przestępczość, która czasem dotyka rodzinę Simpsonów.
Wiele postaci główni bohaterowie widzą przede wszystkim przez szklany ekran telewizora.
Jest też wielu innych bohaterów kreskówki „Simpsonowie”, którzy nie pasują do powyższych kategorii.